# Die Brosamen auf dem Tisch

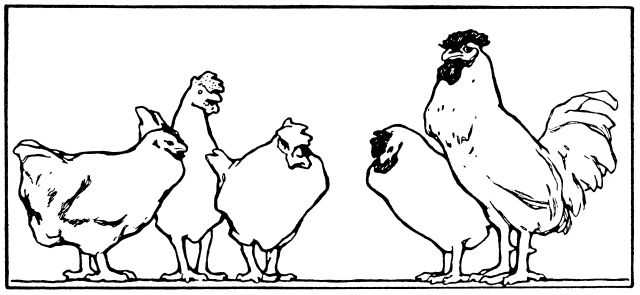
Illustration von Otto Ubbelohde, 1909

Die Brosamen auf dem Tisch ist ein Tiermärchen (ATU 106). Es steht in den Kinder- und Hausmärchen der Brüder Grimm ab der 5. Auflage von 1843 an Stelle 190 (KHM 190) auf Schweizerdeutsch und stammt aus Moriz Haupts Zeitschrift für deutsches Altertum, wo Wilhelm Wackernagel es 1843 veröffentlichte (Sagen und Märchen aus dem Aargau, Nr. 4, S. 36–37).

## Inhalt
Der Hahn drängt die Hühner, mit ihm Krümel vom Esstisch zu picken, weil die Frau weg ist. Als sie endlich mitmachen, kommt sie und prügelt sie. Die Hühner sagen „gse gse gse gse gse gse gsehst aber?“ (sinngemäß: „Ga, ga, ga, ga, ga, ga, ga - wir haben’s doch gesagt!“). Der Gockel lacht „ha ha han is nit gwüßt?“ („Ha, ha, ha, ha, ha - hab ich’s doch gewußt!“).

## Interpretation
Das Märchen zielt offenbar auf die Charakterisierung von dreistem Hahn, ängstlichen Hühnern und auf die Imitation ihrer Laute. Die Verkleinerungsformen sprechen für Kinder als Adressaten. Wilhelm Grimm übernahm den Aargauer Dialekttext fast wörtlich. Etwas ähnlich wären KHM 10 Das Lumpengesindel, KHM 27 Die Bremer Stadtmusikanten, KHM 41 Herr Korbes, KHM 80 Von dem Tode des Hühnchens.